# Kleine vuurtoren van Borkum
De kleine vuurtoren van Borkum werd in de periode 1887 - 1889 gebouwd en bleef in bedrijf tot 2003. Het was de eerste elektrische vuurtoren in Duitsland en werd gebouwd in het kader van het lichtenplan voor de Beneden-Eems.

## Het lichtenplan voor de Beneden-Eems
Tot het einde van de 19e eeuw was de Eems 's nachts bij gebrek aan verlichting voor de zeescheepvaart te gevaarlijk om te bevaren. Mede door het gereedkomen van het Eemskanaal in 1877, waarmee er een nieuwe vaarroute naar de havenstad Groningen ontstond, nam het scheepvaartverkeer op de Eems toe en daarmee de noodzaak om de toegankelijkheid van het achterland te verbeteren. De Nederlandse en Pruisische regeringen besloten in 1883 om een conferentie te beleggen om de situatie aan te pakken. Op 1 maart 1883 kwamen diplomaten van beide regeringen in Emden bijeen en werd er een plan opgesteld voor de verlichting van de Beneden-Eems. Vanaf zee tot aan de rede van Emden zou het scheepvaartverkeer doorlopend begeleid worden door het licht van een vijftal vuurtorens. Drie van de vijf vuurtorens zouden op Pruisisch grondgebied komen te staan, namelijk een tweede vuurtoren op Borkum, een bij Campen en een bij Pilsum, en twee op Nederlands territorium: die van Watum en die van Delfzijl. Naast vuurtorens werden er twee verlichte bakens op De Randsel geplaatst.
De kosten van het realiseren van het plan zouden volgens een traktaat door beide regeringen gedeeld worden en werden begroot op ƒ 524.987.

## Verlichting
De vuurtorens van het Lichtenplan voor de Beden-Eems werden uitgevoerd met sectorlichten volgens het stelsel van de Zweedse admiraal Von Otter. Dit hield in dat door het gebruik van speciale sectorlichten de vaargeul aangegeven werd door een vast wit licht. Het witte licht werd gekozen omdat het beter zichtbaar is dan gekleurd licht. Zodra een schip buiten de vaargeul raakte, kwam het in een sector met schitterlicht dat door een zogenaamd otter-apparaat werd opgewekt. Van deze schitterlichten was het aantal flikkeringen per minuut voor zeeschepen, die van zee inkomen, aan de rechterzijde van de vaste sector oneven en aan de linkerzijde even.